# Penetralia
Penetralia – pierwszy studyjny album szwedzkiej grupy muzycznej Hypocrisy. Został wydany w 1992 roku.

## Lista utworów
1. "Impotent God" − 3:49
2. "Suffering Souls" − 3:27
3. "Nightmare" − 4:29
4. "Jesus Fall" − 3:28
5. "God is a Lie" − 2:59
6. "Left to Rot" − 3:34
7. "Burn by the Cross" − 4:47
8. "To Escape is to Die" − 3:54
9. "Take the Throne" − 5:21
10. "Penetralia" − 6:34